# Body & Soul (SPEED單曲)
《Body & Soul》，是日本女子樂團SPEED的出道單曲。1996年8月5日發行。是SPEED其中一首代表作和最具認知度的歌曲。
SPEED在正式出道之前曾經唱過幾首歌，但是確定要出道之後不久《Body & Soul》就確定成為她們的出道單曲，MV在美國舊金山和洛杉磯拍攝。單曲一發行即引起轟動，據調查東京澀谷的所有CD店都把這張單曲放在最前列的位置。明快的節奏、躍動的舞蹈、加上混入的黑人音樂、Hip Hop等音樂元素，使許多人感到耳目一新。
單曲雖然在Oricon週榜上最高只有第4位，但是持續31週上榜，最終銷量達80萬張，獲得日本唱片業協會白金唱片認證。SPEED一出道就因此迅速走紅，獲得了第38回日本唱片大賞新人賞。
現時由於版權等問題，這張單曲已經成為廢盤。

## 收錄曲目
1. Body & Soul
2. I Remember
3. Body & Soul (Hand Bag Mix)
4. Body & Soul (Instrumental)